# Синелипяговский район
Синелипяговский район — административно-территориальная единица в составе Воронежской области РСФСР, существовавшая в 1939—1957 годах.
Административный центр — село Синие Липяги.
Район был образован в мае 1939 года.
5 октября 1957 года Синелипяговский район был упразднён, его территория вошла в состав Нижнедевицкого района.